# Jason Kouchak
Jason Kouchak s-a născut în Lyon, Franța. A urmat cursurile Westminster School și a studiat pian clasic la Royal College of Music și la Universitatea din Edinburgh. Este urmaș al lui Alexander Kolchak, comandantul naval rus.

## Spectacole și înregistrări
Jason Kouchak are cinci albume înregistrate, două dintre acestea la Abbey Road Studios. A avut apariții la televiziunea britanică (BBC) și la televiziunea publică japoneză (NHK) interpretând propriile compoziții muzicale. A străbătut lumea în turnee în calitate de pianist clasic, ajungând la Hong Kong, in Singapore și în Japonia, printre altele.
A avut spectacole la Royal Festival Hall (Londra), Salle Pleyel (Paris) și la teatrul Mariinsky (Sankt Petersburg), precum și recitaluri la Festivalul Internațional de la Edinburgh (Edinburgh International Festival).
Pe lângă acestea, a mai avut spectacolele The Moon represents my Heart (Luna reprezintă inima mea), cu aranjament realizat pentru Julian Lloyd Webber  și  Jiaxin Cheng la  Chelsea Arts Club, cu ocazia celei de-a 60-a aniversări a lui Lloyd Webber printr-un concert de gală și Concertul de la Guildhall cu ocazia bicentenarului Chopin, împreună cu cântăreața și actrița Elaine Paige, în 2010.
De-a lungul timpului a mai cântat și în spectacole de cabaret la Café de Paris și la Café Royal.
Jason a avut un spectacol la Galle Literary Festival în 2012 cu Tom Stoppard, iar în același an a dat și un recital de pian la deschiderea London Chess Classic. În 2012 a fost numit director muzical pentru cea de-a 20-a aniversare a French Film Festival UK în Londra și Edinburgh, iar cu ocazia aniversării Chopin a susținut un concert la Ambasada Marii Britanii din Paris.

## Apariții scenice
În 1990 Jason a participat ca artist invitat la cea de-a 60-a aniversare a Prințesei Margareta, care a avut loc la Hotelul Ritz, iar mai târziu, în același an, a fost invitat ca pianist clasic la premiera filmului Hamlet de Franco Zeffirelli.
Jason Kouchak a livrat o interpretare personală a piesei Sakura pentru împăratul Akihito în Londra, la Victoria and Albert Museum în 1998. În 1995 a interpretat aceeași piesă cu ocazia evenimentului caritabil organizat după cutremurul Kobe. Piesa a fost înregistrată împreună cu Julian Lloyd Webber pe albumul său Cello Moods și prezentată de patinatoarea olimpică Yuka Sato în 1999; în 2017 a avut loc la Bruxelles un concert de sărbătorire a 20 de ani de la compunerea ei.
În 2011 și 2013 Kouchak a interpretat cântecul rusesc Noapte întunecată împreună cu Royal Philharmonic Orchestra. În 2017 s-a organizat un concert special cu ocazia comemorării a 100 de ani de la Revoluția Rusă.
Jason a interpretat Șeherezada la ceremonia oficială de deschidere a Emirates Airline Festival of Literature în martie 2015 și a compus tema muzicală a festivalului în 2016. În 2017 Jason Kouchak a evoluat pe scenă cu ocazia unui concert de aniversare a 100 de ani de independență a Finlandei, Suomi Finland 100, pe care l-a organizat la Ambasada Finlandei la Londra. În 2019 a interpretat la Norway Chess 

## Contribuții publice
Printre contribuțiile lui Jason Kouchak se numără lansarea a două seturi gigantice de șah pentru copii în Holland Park, Londra, împreună cu Stuart Conquest în 2010 și în parcul The Meadows din Edinburgh în 2013, precum și setul de șah imaginat de John Tenniel pentru Alice în Țara Minunilor. În 2013 Kouchak a realizat o campanie de salvare de la închidere a faimosului raion de piane din magazinele Harrods.
El a compus și tema muzicală oficială Moving Forward pentru asociația educațională caritabilă CSC.
Kouchak a fondat în 2011 corul de copii Tsubasa, care a deschis Festivalul Matsuri și a interpretat piesa Jupiter din suita Planete a lui Gustav Holst în Piața Trafalgar din Londra cu ocazia Jubileului Reginei, în 2012. În 2016, creațiile sale care îmbină șahul și baletul au fost puse în scenă la British Museum și în New York, cu scopul de a sărbători rolul femeilor ca regine ale șahului. Piesa de șah Regina Regală, concepută special în 3D a fost dezvăluită în onoarea Călătoriei Reginei în același an. Kouchak a realizat coreografia și producția teatrală scenică a Călătoriei Reginei în 2017 la festivalul de șah Global Chess Festival organizat de Judit Polgar..În 2018, a fost premiat 'Goodwill Ambassador of Artistic Values of Chess'.

## Discografie
- Space Between Notes (2017)
- Comme d'Habitude (2011)
- Midnight Classics (2008)
- Forever (2001)
- Watercolours (1999)
- Première Impression (1997)
- Cello Moods (Sakura)